# Arnold Staudacher
Arnold Staudacher (* 1967) ist ein Brigadier des österreichischen Bundesheeres.

## Militärische Laufbahn

### Ausbildung und erste Verwendungen
Arnold Staudacher trat 1986 dem Österreichischen Bundesheer bei. An der Theresianischen Militärakademie wurde er zum Offizier ausgebildet und wurde anschließend bei der Luftraumüberwachung in der Einsatzzentrale in St. Johann im Pongau als Radarleitoffizier eingesetzt.

### Dienst als Stabsoffizier
1994 besuchte er den Air Weapons Controller Course und den Tactical Air Operations Course auf der Tyndall Air Force Base in Florida (USA).
1997 bis 2000 absolviert er den 15. Generalstabslehrgang an der Landesverteidigungsakademie in Wien.
Anschließend folgte eine Verwendung in unterschiedlichsten Führungsfunktionen im Bereich der Luftstreitkräfte, unter anderem als Chef des Stabes der Luftraumüberwachung, als Kommandant des Einsatzzentrale der Luftraumüberwachung, als Abteilungsleiter im Luftstab der Streitkräfte und als stellvertretender Kommandant der Luftstreitkräfte.

### Dienst im Generalsrang
Im Generalsrang wurde Staudacher unter anderem als Abteilungsleiter „Joint 6“ im Kommando Streitkräfte eingesetzt.

### Auslandseinsätze
- April 2016[3] bis September 2016 als österreichischer Kontingentskommandant und Kommandant der „Joint  Logistic Support Group“ (Logistische Einsatzunterstützung) im Rahmen der KFOR-Mission

## Auszeichnungen und Ehrenzeichen (Auszug)
- 2021 Großes Ehrenzeichen für Verdienste um die Republik Österreich[2]